# Relais 4 × 100 mètres masculin aux championnats du monde d'athlétisme 2003
Navigation
Edmonton 2001 Helsinki 2005
L'épreuve du relais 4 × 100 mètres masculin des championnats du monde d'athlétisme 2003 s'est déroulée les 30 au 31 août 2003 au Stade de France à Saint-Denis, en France. Elle est remportée par l'équipe des États-Unis (John Capel, Bernard Williams, Darvis Patton et Joshua J. Johnson).

## Résultats

### Finale
| Rang               | Pays        | Athlètes                                                                   | Temps   | Notes |
| ------------------ | ----------- | -------------------------------------------------------------------------- | ------- | ----- |
| Médaille d'or      | États-Unis  | John Capel Bernard Williams Darvis Patton Joshua J. Johnson                | 38 s 06 |       |
| Médaille d'argent  | Brésil      | Vicente de Lima Edson Luciano Ribeiro André Domingos Claudio Roberto Souza | 38 s 26 | SB    |
| Médaille de bronze | Pays-Bas    | Timothy Beck Troy Douglas Patrick van Balkom Caimin Douglas                | 38 s 87 |       |
| 4                  | Nigeria     | Olusoji Fasuba Uchenna Emedolu Musa Deji Deji Aliu                         | 38 s 89 |       |
| 5                  | Pologne     | Piotr Balcerzak Łukasz Chyła Marcin Nowak Marcin Urbas                     | 38 s 96 |       |
| 6                  | Japon       | Hiroyasu Tsuchie Hisashi Miyazaki Ryo Matsuda Nobuharu Asahara             | 39 s 05 |       |
| —                  | Royaume-Uni | Christian Malcolm Darren Campbell Marlon Devonish Dwain Chambers           | DQ      |       |
| —                  | Jamaïque    | Ricardo Williams Dwight Thomas Michael Frater Asafa Powell                 | DNF     |       |

## Légende
Records et Performances
- AR : Record continental (area record)
- CR : Record des championnats (championship record)
- MR : Record du meeting (meet record)
- NR : Record national (national record)
- OR : Record olympique (olympic record)
- PR : Record paralympique (paralympic record)
- PB : Record personnel (personal best)
- SB : Meilleure performance personnelle de la saison (season's best)
- WL : Meilleure performance mondiale de l'année (world leader)
- WJR : Record du monde junior (world junior record)
- WR : Record du monde (world record)

Circonstances et Conditions
- DNF : N'a pas terminé (did not finish)
- DNS : N'a pas pris le départ (did not start)
- DQ : Disqualification (disqualification)
- NM : Aucun essai valable enregistré (No Mark)
- Q : Qualifié « directement » au prochain tour (ou à la prochaine compétition), lors d'une compétition majeure, grâce au classement ou à la réalisation des minima (automatic qualifier)
- q : Qualifié au prochain tour (ou à la prochaine compétition), lors d'une compétition majeure, grâce au repêchage ou à la réalisation de l'une des meilleures performances parmi celles des « non qualifiés directement » (grâce au meilleur temps ou à la meilleure distance par exemple) (secondary qualifier)